# Révolution allemande de 1918-1919
La révolution allemande est une période de l'histoire de l'Allemagne correspondant à la fin de l'Empire allemand. Amorcée en octobre 1918 par des mutineries, la formation de conseils de soldats puis de conseils ouvriers, elle voit le remplacement de l'Empire par la République, épisode appelé la « révolution de Novembre » (en allemand : Novemberrevolution) et la signature de l'armistice de 1918.
Le mouvement socialiste allemand est divisé entre les modérés, désireux d'éviter une révolution violente, et les radicaux, partisans d'une « révolution prolétarienne » dans la foulée de la révolution d'Octobre en Russie, notamment les spartakistes qui forment alors le Parti communiste d'Allemagne.
Cette période confuse s'est soldée par l'écrasement violent des soulèvements et tentatives communistes comme la révolte spartakiste à Berlin et la république des conseils de Bavière. Les institutions du pays se stabilisent le 11 août 1919 lors de l'adoption de la constitution de Weimar, première constitution démocratique appliquée dans l’histoire allemande. L'Allemagne de Weimar demeure cependant marquée par l'instabilité sociale et politique : elle connaît par la suite de nombreux soulèvements, soit par des révolutionnaires qui veulent aller plus loin, notamment par le transfert du pouvoir aux conseils ouvriers (en 1920 avec le soulèvement de la Ruhr, en mars 1921 avec l'action de Mars, ainsi que lors de la tentative d'octobre 1923), soit par la droite et l'extrême droite antirépublicaine qui s'oppose à la révolution (en mars 1920 avec le putsch de Kapp, puis en 1923 avec le putsch de la Brasserie).

## Contexte
À la veille de la Première Guerre mondiale, l'Empire allemand est un pays encore mal unifié, dominé par la Prusse qui lui a légué ses traditions aristocratiques et militaires. La démocratisation du pays est de surcroît très incomplète. Si le Reichstag est élu au suffrage universel masculin, les votes au parlement prussien (divisé entre Chambre des représentants et Chambre des seigneurs) se font encore par classe. L'Empereur ne tient en outre compte des votes du Reichstag que lorsqu'ils sont conformes à ses propres objectifs. Face à l'immobilisme politique, l'opposition se renforce et, aux élections de 1912, remporte la majorité face au bloc gouvernemental. Le Parti social-démocrate d'Allemagne (SPD) devient le premier parti du Reichstag ; le mouvement syndical progresse également et l'Allemagne compte, en 1914, quatre millions de syndiqués - dont deux millions et demi pour les syndicats liés au SPD - contre un million en France. Mais si la social-démocratie allemande gagne en influence au début du XXe siècle, elle ne cesse parallèlement de se modérer sur le plan doctrinal et, sous la double influence d'Eduard Bernstein et de Carl Legien, abandonne progressivement ses ambitions révolutionnaires au profit du réformisme.
Au moment du déclenchement du conflit, le SPD, présidé par Hugo Haase et Friedrich Ebert, soutient l'effort de guerre du gouvernement impérial et vote les crédits de guerre, malgré la présence en son sein d'une opposition. Mais dès l'automne, la gauche du parti, qui n'avait accepté ce vote qu'à contrecœur, s'organise. Autour de Karl Liebknecht, plusieurs dirigeants sociaux-démocrates comme Rosa Luxemburg, Clara Zetkin et Franz Mehring, entament la lutte contre la politique d'union sacrée suivie par Ebert. Un courant plus modéré, dont fait partie Hugo Haase, s'organise également.
Le 1er mai 1916, des milliers d'ouvriers et de jeunes manifestent contre la guerre sur la Potsdamer Platz, à Berlin. Karl Liebknecht leur parle, mais est arrêté par la police. Le 28 juin, jour d'ouverture de son procès, 55.000 ouvriers des usines de guerre se mettent en grève et des manifestations se déroulent pour le soutenir. Liebknecht est néanmoins condamné à 4 ans et demi de prison.
En janvier 1917, le SPD exclut en bloc tous ses contestataires, qui forment alors le Parti social-démocrate indépendant d'Allemagne (USPD). La ligne suivie par Ebert demeure cependant majoritaire au sein du mouvement social-démocrate.
Si la gauche est divisée par le conflit, les soutiens traditionnels de la politique impériale le sont également : en 1917, le gouvernement est confronté à la défection d'une partie des élus des partis « bourgeois » du parlement, notamment des Progressistes, des Nationaux-libéraux et de l'aile gauche du Zentrum qui, en 1917, s'opposent désormais à une guerre interminable.
Le 16 avril 1917, à la suite d'un nouveau rationnement du pain, un mouvement de grève paralyse des centaines d'entreprises à Berlin et Leipzig. L'autorité militaire arrête les dirigeants grévistes et force la reprise du travail.
En juillet 1917, des marins de la Marine de guerre (Kaiserliche Marine), organisés en groupes socialistes clandestins, paralysent des navires de guerre : grève de la faim sur le SMS Prinzregent Luitpold (19 juillet), sortie à terre sans permission de l'équipage du SMS Pillau (20 juillet) et sortie à terre sans permission de l'équipage du SMS Prinzregent Luitpold (2 août). Mais ces mouvements sont réprimés, et deux marins sont condamnés à mort et fusillés le 5 septembre.

## Grèves de janvier 1918
En 1918, la situation de l'Empire allemand est critique sur les plans militaire et économique. Soumise à un blocus par les pays de la Triple-Entente, l'Allemagne connaît une grave inflation, qui entraîne des situations de misère et de pénurie. L'entrée en guerre des États-Unis aggrave singulièrement le contexte militaire et le mécontentement est général au sein des troupes de l'Armée impériale allemande. Le 28 janvier débute une grève générale des ouvriers allemands pour « la conclusion rapide d’une paix sans annexion », pour la levée de l’état de siège (en place depuis le début de la guerre), pour la libération des prisonniers politiques, et pour la démocratisation des institutions.
Commencée dans l'agglomération de Berlin où 180 000 travailleurs arrêtent le travail à l'instigation de certains délégués révolutionnaires (de) comme Richard Müller (de), et sans la participation des centrales syndicales, la grève s'étend en l'espace de quelques jours à de nombreuses villes allemandes comme Kiel, Hambourg, Cologne et Bochum. Friedrich Ebert, Philipp Scheidemann et Otto Braun, membres du SPD, se font élire au comité de grève pour mettre fin le plus rapidement possible au soulèvement, et obtiennent gain de cause le 4 février. L'Empire allemand évite ainsi une situation catastrophique, le mouvement de grève dans l'industrie métallurgique ayant représenté une grave menace pour son potentiel militaire.
Les autorités impériales réagissent en arrêtant en grand nombre les grévistes actifs, ou en les incorporant dans l'armée ; le mécontentement ne se limite cependant pas à la classe ouvrière et aux soldats, et gagne largement les classes moyennes. Constatant le discrédit des pouvoirs établis, Friedrich Ebert préconise auprès de ses camarades du SPD de s'entendre avec les partis bourgeois et d'imposer les revendications social-démocrates par la voie réformiste, pour éviter en Allemagne une situation révolutionnaire comparable à celle de la Russie. Pour Ebert, la seule issue pour éviter une révolution qui déraperait vers la guerre civile est la constitution d'un gouvernement de coalition fondé sur un « compromis de classe » et permettant des réformes pacifiques.

## Révolution de Novembre et chute du régime impérial

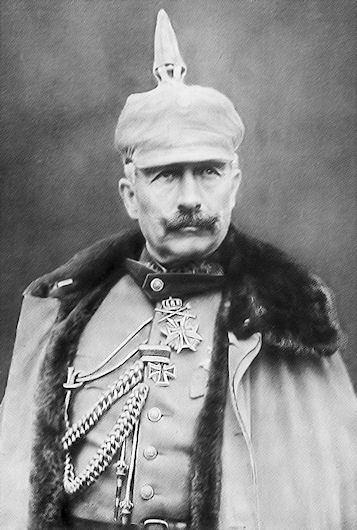
L'empereur Guillaume II est contraint d'abdiquer devant le soulèvement populaire.

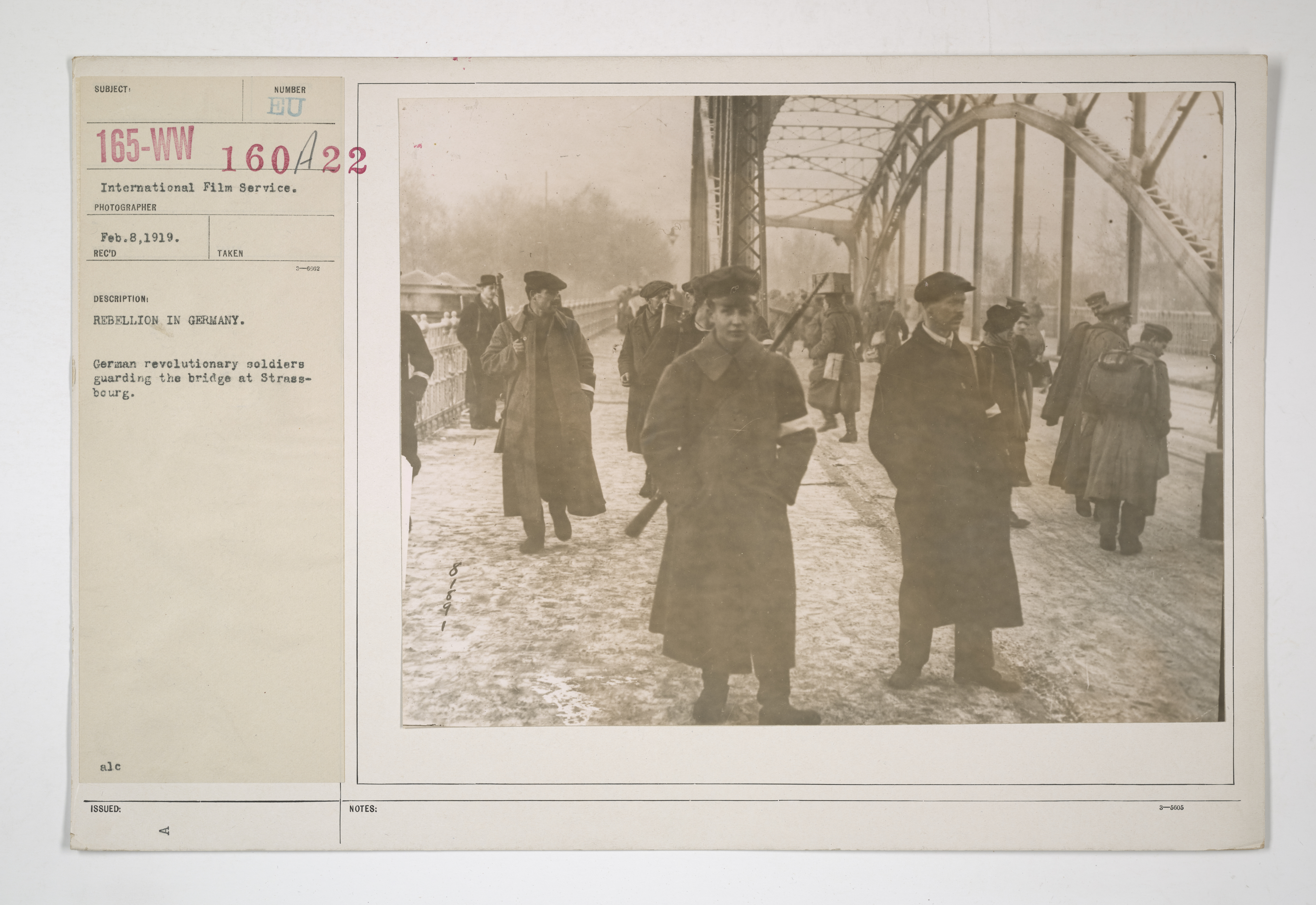
« Activités ennemies - Révolte en Allemagne - Soldats allemands révolutionnaires gardant le pont de Strasbourg », fiche du War Department américain, 1917-1919.

Les autorités impériales, quant à elles, envisagent un train de réformes qui permettrait, selon l'expression du secrétaire d’État aux affaires étrangères Paul von Hintze, d'appliquer une « révolution d'en haut » afin de prévenir une « révolution d'en bas ». À la fin septembre, le commandement de l'armée, qui considère la capitulation comme inévitable, convainc l'empereur Guillaume II de changer de chancelier et d'adopter un régime parlementaire, les sociaux-démocrates devant être invités à participer au gouvernement pour faire accepter la défaite au peuple et être obligés d'endosser la responsabilité de la reddition. Le 3 octobre, pour remplacer le chancelier Georg von Hertling démissionnaire, Guillaume II nomme à la tête du gouvernement son cousin le prince Max de Bade, dont il espère qu'il pourra obtenir de la part des Alliés des conditions d'armistice acceptables. Le cabinet compte des représentants de divers partis, dont les sociaux-démocrates qui accèdent pour la première fois à des responsabilités ministérielles. À l'extrême-droite, la Ligue pangermaniste proteste vivement contre la démocratie et l'influence supposée des Juifs. Le 4 octobre, après sa prise de fonctions, le nouveau chancelier fait transmettre une demande d'armistice à Woodrow Wilson : les États-Unis répondent en refusant de traiter avec Guillaume II, dont ils réclament l'abdication en préalable à toute négociation,.
Le 28 octobre, la constitution impériale est modifiée : cet évènement, qui marque le passage officiel à un régime parlementaire, prend le nom de Réforme d'octobre. Le chancelier dépend désormais de la confiance du Reichstag et exerce des responsabilités accrues, tandis que le pouvoir de l'empereur est constitutionnellement limité. L'accord du Reichstag devient en outre nécessaire pour déclarer la guerre ou conclure la paix. Dans le même temps, le pouvoir militaire s'efface : Ludendorff, général en chef des armées, démissionne sous un prétexte mineur. Avec l'accord du maréchal Hindenburg, le nouveau quartier-maître général Wilhelm Grœner déclare que l'armée se tiendra à l'écart de toute négociation d'armistice.
D'emblée, le nouveau régime se trouve confronté à une situation de type insurrectionnel : le 29 octobre, les marins des navires de guerre de la base de Kiel refusent d'appareiller pour mener une opération que leur hiérarchie entendait mener « pour l'honneur » : s'ensuivent les mutineries de Kiel, qui marquent l'un des points de départ du processus révolutionnaire en Allemagne. Le secrétaire d'état Conrad Haußmann et le rapporteur des affaires maritimes du SPD, Gustav Noske, sont envoyés parlementer avec les matelots. Bien que Noske, accueilli avec enthousiasme et porté à la présidence du conseil d'ouvriers et de marins, parvienne à calmer les marins en leur promettant une amnistie, le mouvement s'étend et, outre Kiel, contrôle le 6 novembre Lübeck, Brunsbüttel, Hambourg, Brême et Cuxhaven. En gagnant en importance, le mouvement prend un caractère plus politique : à Stuttgart, le 4 novembre, un conseil ouvrier, constitué après une grève générale, se déclare prêt à signer la paix au nom du Wurtemberg et réclame l'abdication de Guillaume II. A Munich, le 7 novembre, Kurt Eisner, membre de l'USPD, prend la parole lors d'un défilé du SPD et appelle la foule à prendre le contrôle de la ville : les points stratégiques de Munich sont rapidement pris sans rencontrer de résistance de la part de la troupe. Le lendemain, le conseil d'ouvriers, de paysans et de soldats constitué lors de l'insurrection porte à sa présidence Kurt Eisner, qui proclame la « république socialiste de Bavière » ; le roi de Bavière Louis III et la famille Wittelsbach prennent la fuite. Le même jour, Dresde et Leipzig se soulèvent, chassant le roi de Saxe Frédéric-Auguste III. À mesure que la révolte s'étend, elle prend de plus en plus nettement pour cible les familles régnantes et le régime monarchiste ; les insurrections sont prises en main par les dirigeants locaux du SPD, quelquefois de l'USPD et des spartakistes. Un conseil de soldats est créé à Metz. Guillaume II, qui se trouve au quartier général de Spa en Belgique, refuse dans un premier temps de reconnaître la situation : durant dix jours, il croit possible de mettre un terme au mouvement révolutionnaire en faisant marcher l'armée contre les insurgés.

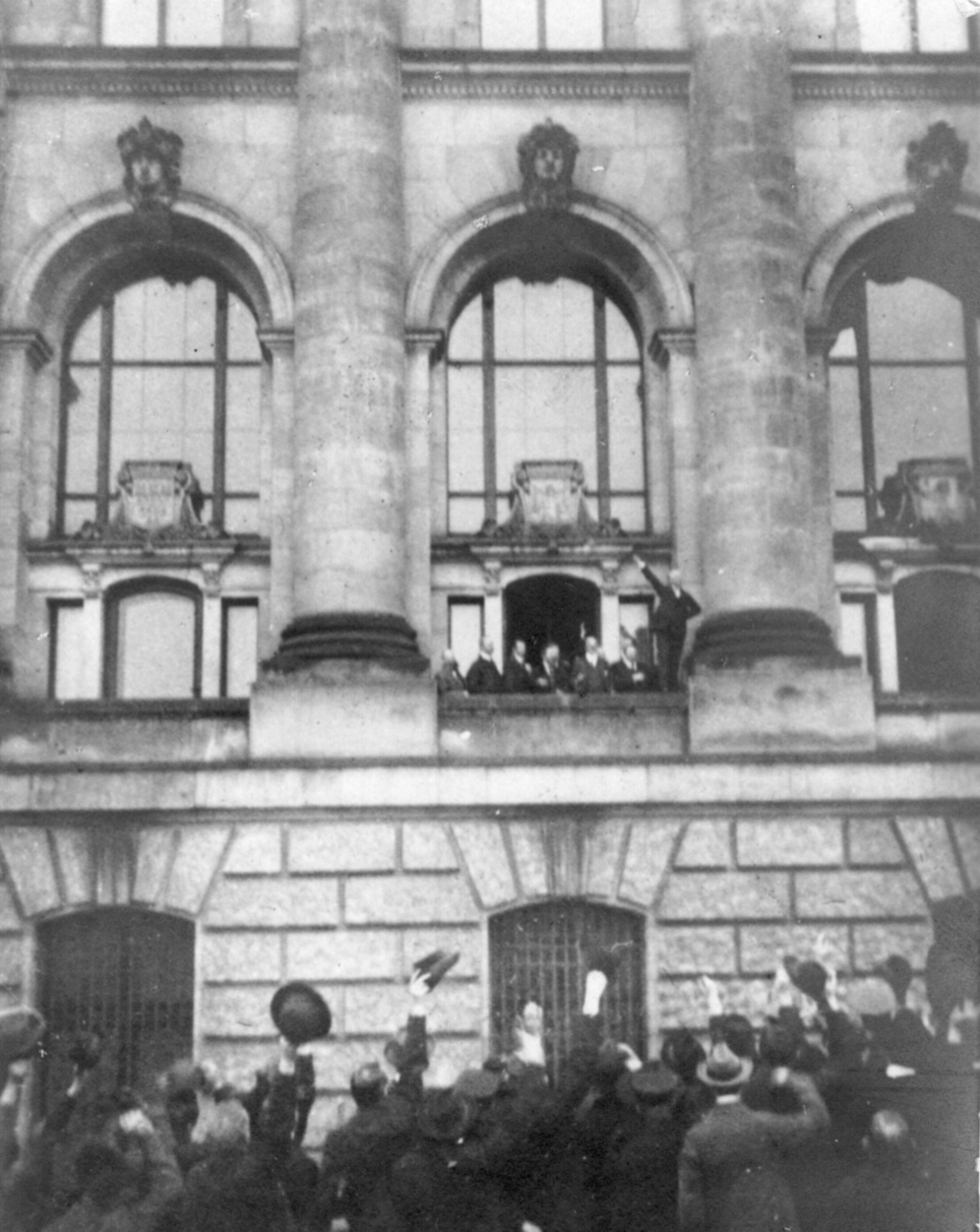
République allemande proclamée par Philipp Scheidemann (membre MSPD), photo publiée le 24 novembre 1918 dans le Berliner Illustrirte Zeitung, auteur : Erich Greiser (1883–1939).

Le 9 novembre, le mouvement gagne Berlin : depuis 1917, les éléments révolutionnaires du monde ouvrier de la capitale sont regroupés au sein d'un « comité d'action » qui compte des délégués d'usine, des USPD et des spartakistes. Quand, le 9 novembre, le gouverneur militaire de Berlin, le général Alexander von Linsingen, fait arrêter un membre du comité d'action ayant sur lui les plans d'une insurrection, le soulèvement éclate : des colonnes d'ouvriers marchent sur le centre de la capitale et occupent des bâtiments publics ; les soldats présents dans la ville sont en nombre très insuffisant, et fraternisent par ailleurs avec les insurgés. Le député Otto Wels (SPD) appelle les ouvriers à « la lutte décisive » ; Philipp Scheidemann démissionne du gouvernement et Friedrich Ebert est en mesure d'annoncer que des négociations se sont ouvertes avec les ouvriers et l'USPD. Au quartier général de Spa, l'empereur reçoit Hindenburg et Grœner : ce dernier fait comprendre à Guillaume II que le recours à l'armée pour préserver l'empire est impossible, les soldats n'aspirant plus qu'à l'armistice. L'empereur finit par s'incliner et accepte d'abdiquer. Vers 11 heures du matin, le chancelier Max de Bade reçoit un appel téléphonique l'informant de la nouvelle ; il en informe lui-même la population et tente de sauver la monarchie en proposant une régence durant laquelle Ebert dirigerait le gouvernement. Le chancelier reçoit vers midi une délégation du SPD conduite par Ebert ; ce dernier informe de Bade qu'il est trop tard pour instaurer une régence, mais accepte néanmoins la chancellerie,. Ebert assure le chancelier sortant de son intention d'éviter une situation révolutionnaire : le chef du SPD aurait déclaré « Je ne veux pas de la révolution, je la hais à l'égal du péché ».
Vers deux heures de l'après-midi, Philipp Scheidemann, comprenant la nécessité de prendre la tête de la révolution pour ne pas être débordé par elle, prononce à la fenêtre du Reichstag une allocution au cours de laquelle il proclame la « République allemande ». Il prend ainsi de vitesse Karl Liebknecht qui, vers 16 heures, hisse le drapeau rouge au balcon du château royal de Berlin en proclamant la « république socialiste libre d'Allemagne ». Friedrich Ebert, qui souhaitait confier le choix du régime politique du pays à une assemblée constituante, est très irrité par l'initiative de son camarade du SPD, qu'il considère comme un « crime légal » : le discours de Scheidemann est cependant accueilli par un tonnerre d'applaudissements,. Le lendemain, Guillaume II part pour l'exil aux Pays-Bas ; il ne signe l'acte d'abdication que le 28. Les six fils de l'empereur jurent quant à eux de ne lui succéder en aucun cas, ce qui met un terme définitif au règne de la dynastie des Hohenzollern.

## Divisions de la gauche allemande

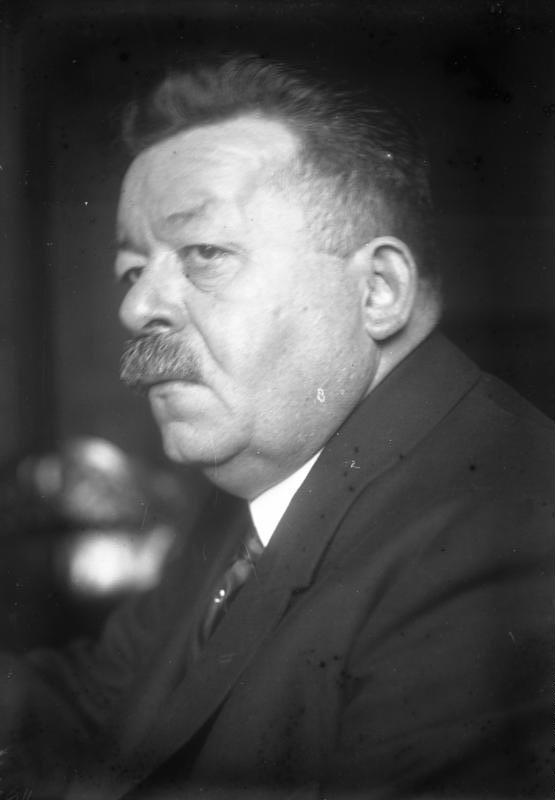
Friedrich Ebert, dirigeant du SPD.

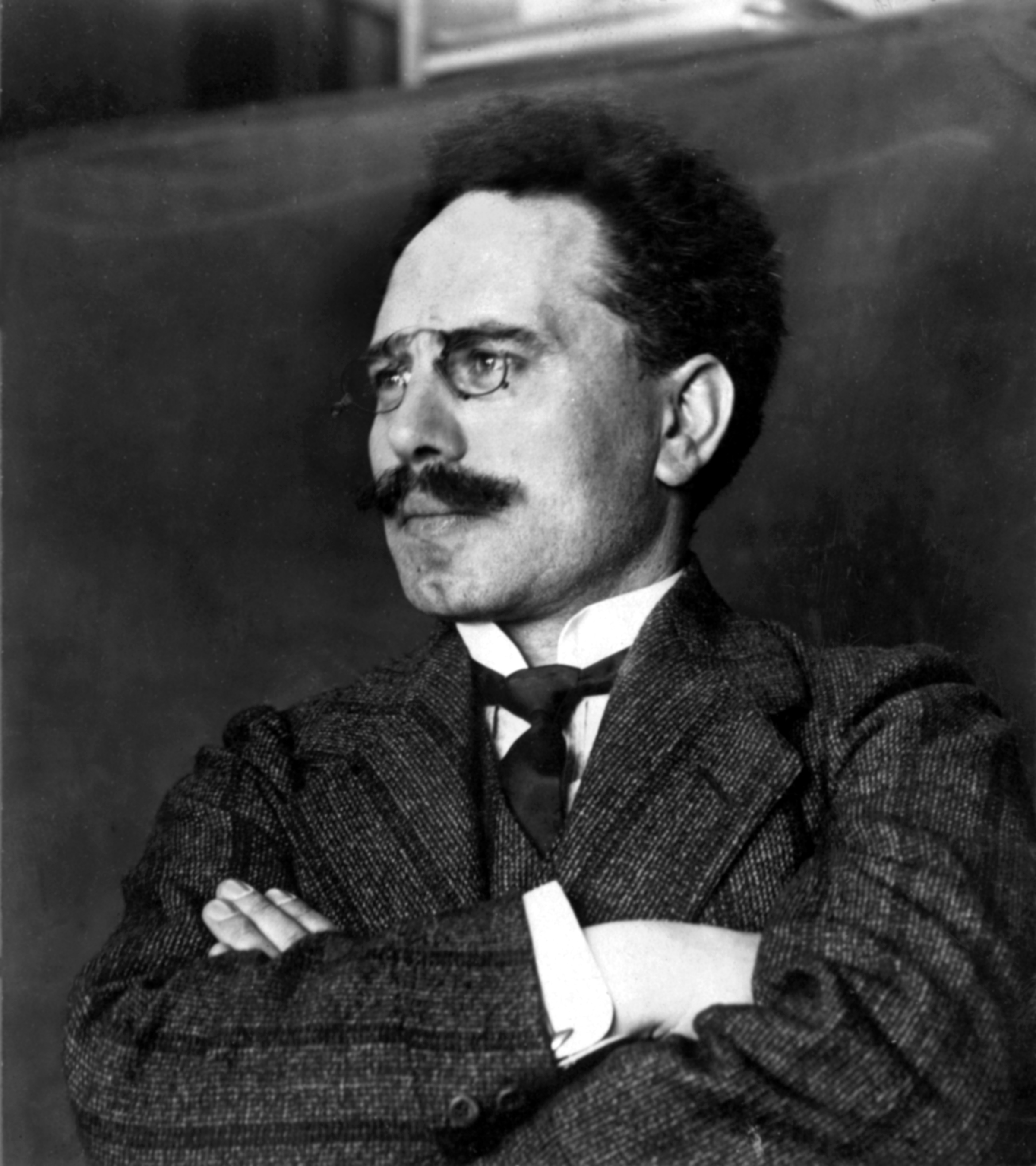
Karl Liebknecht, dirigeant de la Ligue spartakiste.

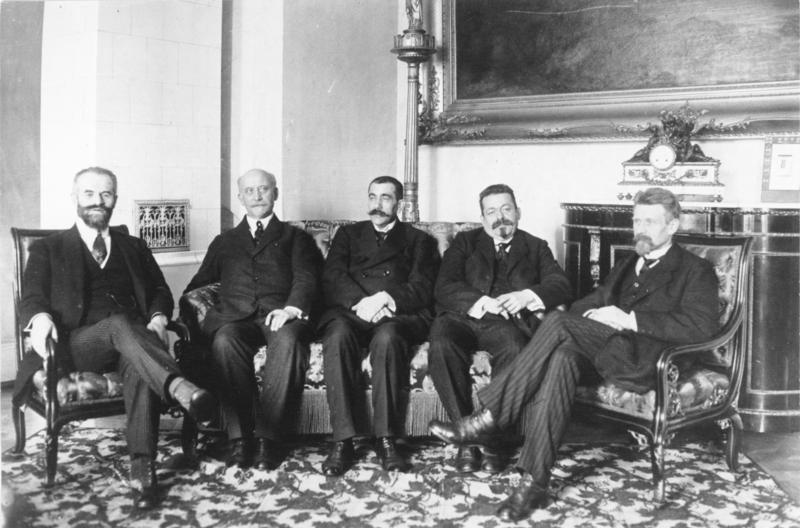
Le Conseil des commissaires du peuple fin décembre 1918 (après le départ de l'USPD). De gauche à droite, Landsberg, Scheidemann, Noske, Ebert et Wissell.

Face à la situation révolutionnaire en Allemagne, le socialisme allemand est divisé en trois partis : le SPD, toujours officiellement marxiste mais tourné dorénavant vers le réformisme, domine le gouvernement et souhaite assurer une transition républicaine, en confiant au peuple le soin d'élire au suffrage universel une assemblée constituante ; l'USPD est divisé entre réformistes et révolutionnaires ; enfin, la Ligue Spartacus, dite en français « spartakiste » (Spartakusbund), qui constitue une tendance organisée et autonome au sein de l'USPD, appelle via son quotidien Die Rote Fahne (Le Drapeau rouge), créé le 9 novembre, à l'instauration d'une dictature du prolétariat dont l'instrument principal seraient les Conseils d'ouvriers et de soldats. Les spartakistes préconisent une paix immédiate, et l'extension de la révolution à toute l'Europe avec l'aide de la Russie bolchevique ; ils rejettent toute idée de constituante élue au suffrage universel. Le 10 novembre, les USPD acceptent de laisser entrer au gouvernement des représentants des partis bourgeois, qui se verraient confier des ministères techniques. Ils exigent par contre que le nouveau gouvernement, qui prend le nom de Conseil des commissaires du peuple (Rat der Volksbeauftragten, également traduit par Conseil des députés du peuple, ou Conseil des délégués du peuple), soit désigné par les Conseils d'ouvriers et de soldats. Le même jour se tient au cirque Busch une assemblée réunissant environ 3 000 délégués des conseils, qui accordent leur confiance au nouveau gouvernement composé de représentants du SPD et de l'USPD. La réunion est marquée par des surenchères de certains révolutionnaires, et des menaces de voies de faits prononcées à l'égard d'Ebert par des spartakistes, mais la ligne du SPD demeure majoritaire, Otto Wels ayant pu rallier les représentants des soldats.
Le SPD se trouve en position de prépondérance par la popularité de ses dirigeants et la puissance de son appareil. Les spartakistes sont en revanche isolés par leur refus d'entrer au gouvernement, qui est constitué sur une base paritaire (trois SPD, trois USPD). Entretemps, un Comité exécutif révolutionnaire est nommé par les Conseils d'ouvriers et de soldats de Berlin pour coiffer les forces révolutionnaires. Si la situation comporte des risques de conflit, le gouvernement Ebert prend rapidement des mesures populaires, comme l'abolition de l'état de siège, la liberté d'association et de réunion, l'amnistie des délits politiques, le suffrage universel étendu à la Prusse et l'annonce de l'élection d'une constituante. Ebert dédaigne les offres de blé de Lénine et demande des vivres aux États-Unis, donnant l'assurance aux gouvernements vainqueurs qu'aucun bouleversement révolutionnaire n'aura lieu en Allemagne. Le chancelier SPD reçoit en outre une offre de Hindenburg, qui lui promet l'appui de l'armée contre le spartakisme ; Ebert demande dans le même temps aux conseils de soldats d'empêcher toute mutinerie. Le 11 novembre, le nouveau pouvoir signe l'armistice de 1918. Le 15 novembre, les dirigeants syndicaux liés à la social-démocratie concluent avec les patrons de la grande industrie une convention accordant aux ouvriers une série d'avancées (journée de huit heures, reconnaissance des syndicats comme représentants qualifiés des salariés, conventions collectives…) qui éloigne un peu plus le spectre d'une révolution du type bolchevik.
Le Congrès national des Conseils d'ouvriers et de soldats, seul pouvoir légitime aux yeux des spartakistes, doit s'ouvrir à la mi-décembre. Karl Liebknecht, Rosa Luxemburg et leurs camarades comptent sur les représentants des Conseils pour que soit proclamé un régime révolutionnaire. La Russie soviétique envoie des représentants pour participer au Congrès, mais la délégation des bolcheviks est refoulée à la frontière ; Karl Radek réussit cependant à pénétrer clandestinement sur le territoire allemand. Le 16 décembre, le Congrès des Conseils se réunit : les révolutionnaires se trouvent finalement désavoués par ceux-là mêmes à qui ils veulent donner le pouvoir. En effet, le Congrès décide qu'il ne lui appartient pas de décider du sort de l'Allemagne, et que cette tâche devra être confiée à une assemblée constituante élue au suffrage universel. Karl Liebknecht et Rosa Luxemburg échouent à se faire élire comme délégués au Congrès, n'obtenant pas même une voix consultative. Les souverains des États de l'ancien Empire allemand abdiquent les uns après les autres, Guillaume II lui-même s'étant réfugié aux Pays-Bas. Le 6 décembre, le Conseil des commissaires du peuple convoque un scrutin pour élire une assemblée constituante en janvier,.
Durant le mois de décembre, les tensions entre les composantes de la gauche allemande s'accroissent. Ne pouvant compter sur l'armée travaillée par la propagande révolutionnaire, l'état-major commence à recruter parmi les unités en cours de démobilisation des Corps francs, composés d'officiers et de soldats jugés sûrs. Les escarmouches se multiplient à Berlin : une division de 3 000 marins venue de Kiel, la Volksmarinedivision (« Division populaire de marine »), prétend se comporter en corps révolutionnaire, déclarant ne vouloir obéir qu'au Comité exécutif. Le 23 décembre, les marins se mutinent après avoir dû évacuer un château qu'ils occupaient. Ils prennent Otto Wels en otage dans les écuries royales, puis s'emparent du palais de la chancellerie. De violents combats ont ensuite lieu entre marins mutinés et troupes régulières autour des écuries. Ils prennent le palais de la Chancellerie le 23. Le 24, l'armée contre-attaque et tire ; 68 personnes sont blessées ou tuées parmi les marins. La troupe de sécurité du préfet de police Emil Eichhorn se rallie aux insurgés et la troupe doit se retirer. Le gouvernement décrète finalement la dissolution de l'unité de marine. À la suite de cette affaire dite des Weihnachtskämpfe (« combats de Noël »), les membres USPD du Conseil des commissaires du peuple démissionnent pour protester contre l'attitude du gouvernement qui avait appelé le ministre prussien de la guerre à la rescousse, mettant la vie de Wels en danger. Ebert les remplace alors par les SPD Wissell et Noske.
Le 30 décembre, la Ligue spartakiste, qui s'est séparée peu auparavant de l'USPD, se réunit avec d'autres groupes révolutionnaires moins importants. Ce congrès se termine le 1er janvier 1919 par la création du Parti communiste d'Allemagne (KPD). Karl Radek y assiste en tant que représentant de la république socialiste fédérative soviétique de Russie : la présence d'un émissaire des bolcheviks (par ailleurs ancien militant du SPD) lors du congrès fondateur du KPD contribue à inquiéter fortement le SPD et les conservateurs quant aux intentions des spartakistes. Radek débat à cette occasion, avec sa vieille adversaire, Rosa Luxemburg du rôle de la terreur, que cette dernière rejette. Karl Liebknecht, nettement plus enthousiaste que Rosa Luxemburg au sujet de la révolution d'Octobre, s'étonne néanmoins auprès de Radek de la cruauté des actions de la Tchéka : l'envoyé de Lénine répond qu'il s'agit là de mesures indispensables pour préserver la révolution. Rosa Luxemburg demeure sceptique, et fait finalement adopter dans le programme du parti allemand un point s'opposant à toute pratique terroriste. Le KPD proclame son intention de faire de l'Allemagne une « République des conseils », et annonce qu'il boycottera le processus électoral, contre les avis de Rosa Luxemburg et Paul Levi, qui prônaient une participation à l'élection de l'assemblée constituante.

## Écrasement de la révolte spartakiste

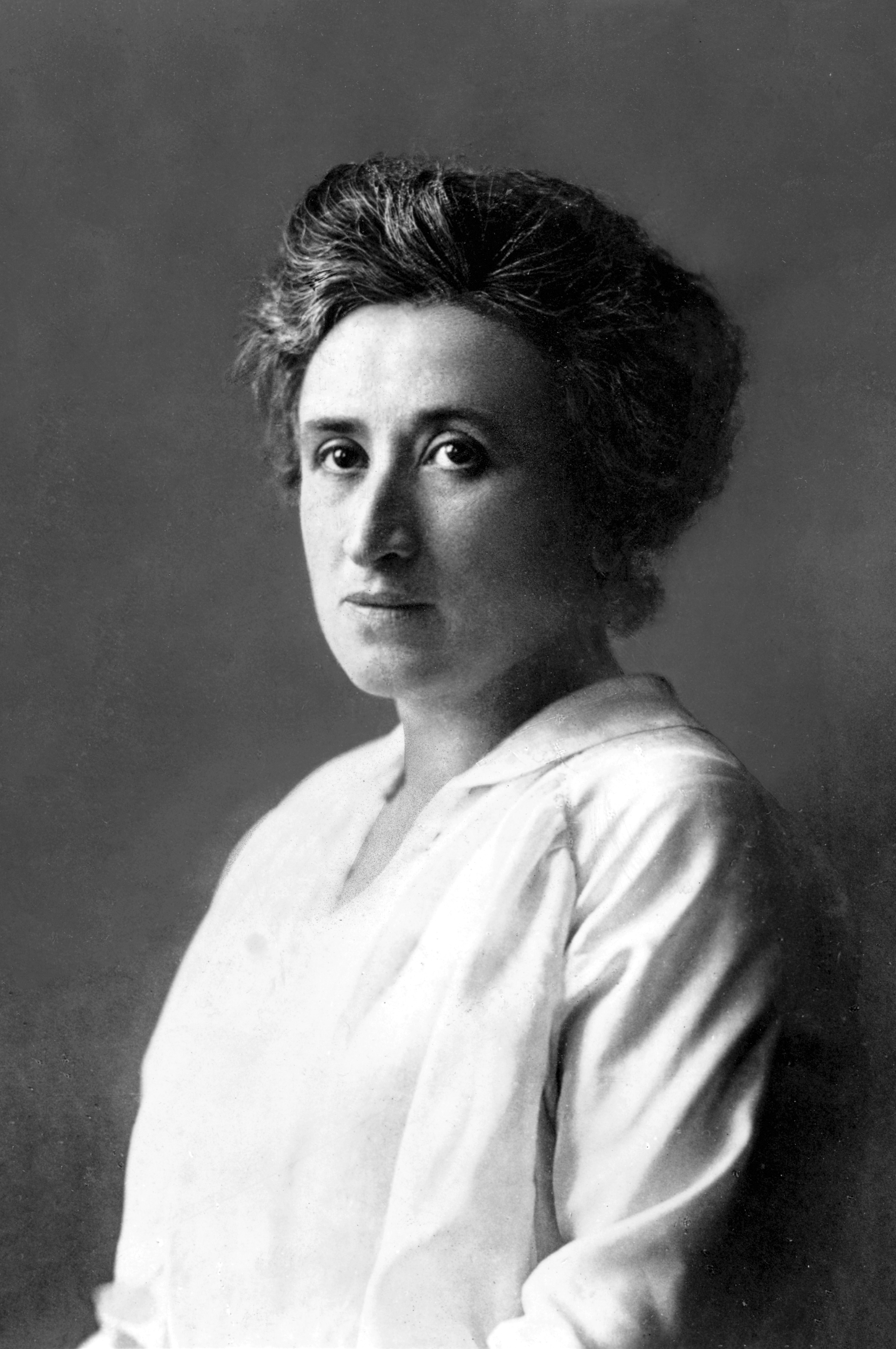
Rosa Luxemburg, dirigeante de la Ligue spartakiste.

Le 4 janvier, le ministre-président Paul Hirsch (SPD) congédie le préfet de police de Berlin Emil Eichhorn, qui appartient à l'aile gauche de l'USPD et dont la fiabilité était remise en cause par l'attitude de ses troupes lors des combats de Noël. L'extrême-gauche dénonce aussitôt ce renvoi comme une provocation. Le soir même, le bureau directeur de l'USPD décide, de concert avec les chefs de file révolutionnaires, d'organiser une manifestation ; le KPD se rallie à l'idée. Le 5 janvier, la foule se montre plus nombreuse et combative que prévu : des manifestants en armes occupent plusieurs rédactions de journaux dont celle du Vorwärts, organe du SPD, ainsi que divers bâtiments. La préfecture de police est informée du soulèvement des régiments berlinois et de garnisons extérieures : l'information est fausse mais sa diffusion plonge Karl Liebknecht dans un état d'euphorie révolutionnaire ; il appelle à l'insurrection pour maintenir l'occupation des journaux, inciter les ouvriers berlinois à la grève et à faire tomber le gouvernement. Malgré les protestations de plusieurs membres du comité central du KPD et notamment Rosa Luxemburg qui juge l'action dangereuse, l'option de Liebknecht est approuvée. Rosa Luxemburg finit, via son journal Die Rote Fahne, par soutenir pleinement l'insurrection qu'elle estimait pourtant prématurée,.
Le ministre Gustav Noske (SPD), entré le 29 décembre au gouvernement, est chargé d'organiser la répression de l'insurrection. Il s'appuie sur plusieurs bataillons berlinois de secours, puis sur des Corps francs de droite et sur les troupes de volontaires de la Direction centrale de l'armée. Le 6 janvier, à l'instigation du bureau de l'USPD, le gouvernement engage des pourparlers avec les insurgés et demande l'évacuation des rédactions occupées. Le SPD s'oppose cependant aux négociations, vouées de toutes manières à l'échec car l'exigence des insurgés - le rétablissement d'Eichhorn - est irrecevable. L'issue violente devient inévitable. Le 11 janvier, les troupes gouvernementales reprennent les rédactions des journaux ; les Corps francs, commandés par le général Walther von Lüttwitz marchent sur Berlin sur ordre de Noske. Leur entrée dans la capitale s'avère inutile, les insurgés ayant été écrasés dès le 12 janvier, mais Noske tient à faire un exemple pour prévenir d'autres mouvements d'insurrection. Le 15 janvier, Karl Liebknecht et Rosa Luxemburg, capturés, sont assassinés par des militaires. De nombreux insurgés, spartakistes ou non, sont arrêtés ou tués sommairement. Karl Radek est arrêté en février : mis en détention, il est finalement autorisé à retourner en Russie en janvier de l'année suivante. Leo Jogiches, révolutionnaire polonais membre de la Ligue et ancien compagnon de Rosa Luxemburg, est lui aussi arrêté en février ; il est tué quelques semaines plus tard, officiellement alors qu'il tentait de s'évader. L'historien Heinrich August Winkler souligne que, si l'écrasement de la révolte spartakiste a bel et bien permis de prévenir le putsch d'une minorité radicale qui aurait pu entraîner une intervention des Alliés en Allemagne, les représailles exercées par les Corps francs ont été très excessives ; de nombreux membres de ces groupes de volontaires ne se souciaient guère de sauver la démocratie et ne visaient qu'à prendre leur revanche sur la gauche marxiste, accusée d'avoir provoqué la défaite allemande.
L'Assemblée constituante allemande, dont l'extrême-gauche avait tenté d'empêcher la tenue, est élue le 19 janvier 1919 : les résultats des élections, auxquels ont participé divers nouveaux partis comme le Parti populaire fondé par Gustav Stresemann, ouvrent la voie à une coalition entre le SPD, le Parti démocrate et le Zentrum, soit les partis majoritaires de l'ancien Reichstag. Le 10 février, l'Assemblée vote la loi sur le pouvoir provisoire, qui fait office de constitution avant l'adoption de la constitution définitive. Le lendemain, Ebert est élu Président du Reich par les députés ; il charge Scheidemann de former un nouveau gouvernement, qui succède le 13 février au Conseil des commissaires du peuple.

Affiches de la révolution et de la contre-révolution
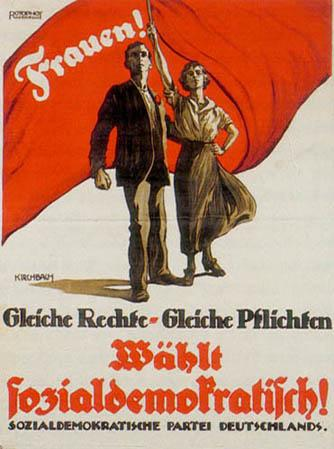
Frauen ! Gleiche Rechte Gleiche Pflichten. Wählt sozialdemokratisch ! (« Femmes ! Mêmes droits, mêmes devoirs. Votez social-démocrate »), affiche social-démocrate, 1919
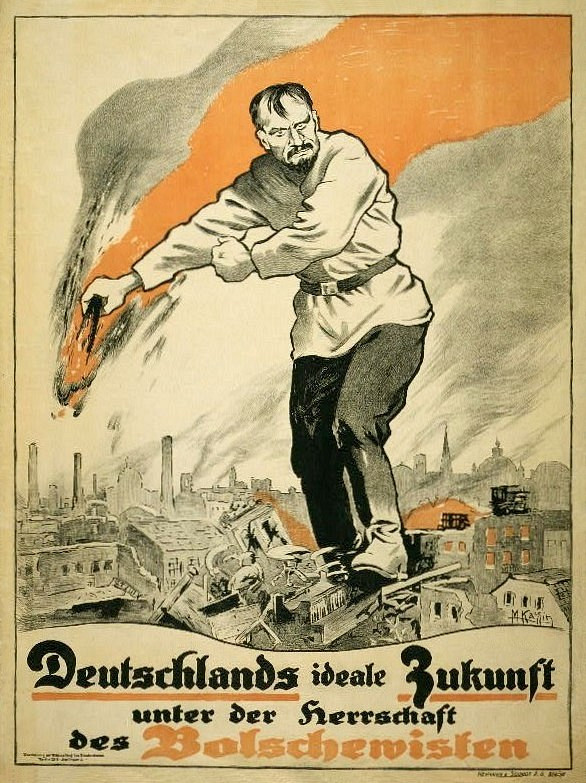
Deutschlands ideale Zukunft unter der Herrschaft des Bolschewisten (« L'avenir idéal de l'Allemagne sous la domination du bolchevisme »), affiche anticommuniste de M. Kassin, 1919
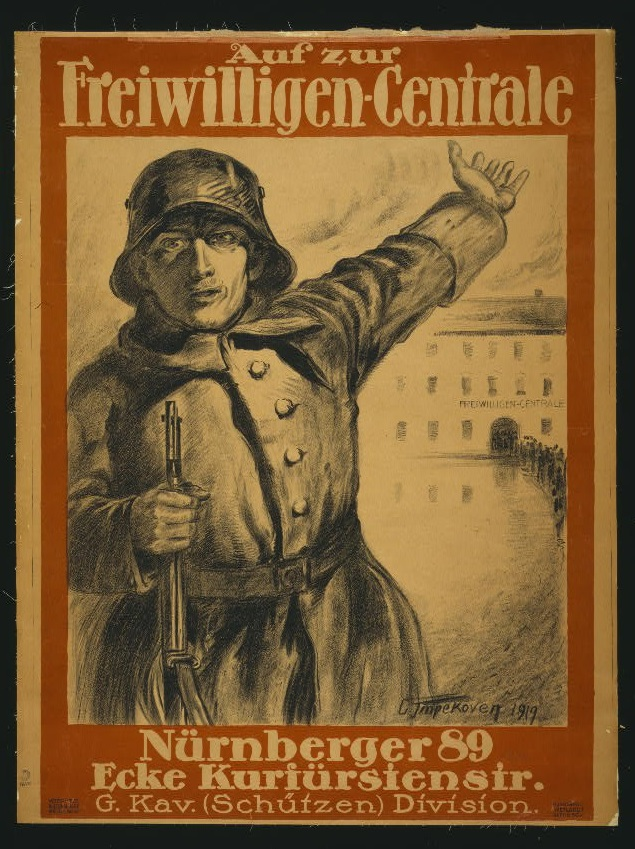
Auf zur Freiwilligen-Centrale (« Allez à la centrale des volontaires »), affiche de recrutement des corps francs à Nuremberg, 1919
Die Gefahr des Bolschewismus (« Le danger du bolchevisme »), affiche anticommuniste de Rudi Fest, 1919

## Grèves et affrontements au printemps 1919
Sur le plan intérieur, le nouveau gouvernement doit immédiatement affronter un vaste mouvement de grèves, amorcé dans la Ruhr dès décembre 1918 et qui s'étend en février à l'Allemagne centrale. Les ouvriers syndicalistes entendent reprendre leurs usines à leur propre compte : au centre du pays, le mouvement prend fin en mars quand le gouvernement Scheidemann promet l'introduction de comités d'entreprises et la socialisation des consortiums de charbon et de potasse. Dans la Ruhr, la grève tourne à la grève générale et le gouvernement réagit en envoyant la troupe. Le 9 mars, Gustav Noske, désormais ministre de la Reichswehr, donne la consigne, qui ne repose sur aucune loi, d'abattre sur-le-champ toute personne prise les armes à la main en train de combattre les troupes gouvernementales. À Berlin, les affrontements du mois de mars font près d'un millier de morts. La gauche radicale, qui tentait d'arracher par ces mouvements les transformations sociales que la première phase de la révolution n'avait pas apportées, obtient des résultats très modestes : la « socialisation » annoncée par le gouvernement, concrétisée par des lois en mars et avril, ne touche pas au statut de la propriété privée des entreprises. La loi de 1920 introduisant comme promis des comités d'entreprises a par contre des effets bien plus profonds et contribue au progrès de la démocratie économique en Allemagne.

## Évènements de Bavière

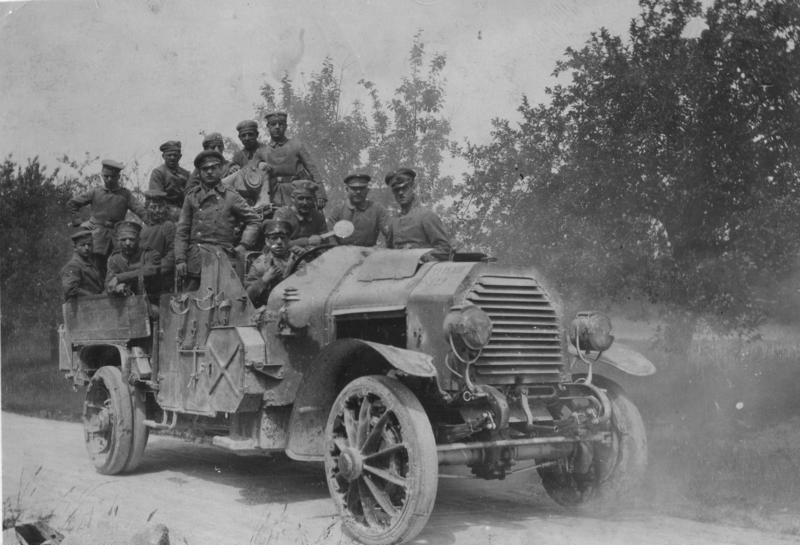
Corps-francs pendant la révolution bavaroise.

En Bavière, la tâche de diriger le gouvernement dépasse bientôt Kurt Eisner ; le 12 janvier 1919, sa gestion est sanctionnée par des élections qui donnent au SPD une large majorité au Landtag de Bavière. Le 21 février, alors qu'il se rend au Landtag dans l'intention d'annoncer sa démission, Eisner est assassiné par un jeune aristocrate, lieutenant de la garde. Le meurtre entraîne aussitôt une émeute dans Munich et un communiste tire sur le principal adversaire politique d'Eisner, le SPD Erhard Auer, le blessant grièvement,.
Le lendemain du meurtre, une assemblée générale des conseils munichois élit un « Conseil central de la République bavaroise », présidé par Ernst Niekisch. Par crainte de nouvelles violences, le Landtag suspend ses travaux et les sociaux-démocrates majoritaires proclament un nouveau gouvernement, dirigé par Johannes Hoffmann, qui échoue à ramener l'ordre. La Bavière vit une situation de vacance du pouvoir, et des armes sont distribuées aux conseils d'ouvriers et de soldats. Le 3 avril, galvanisés par la nouvelle de la proclamation de la république des conseils de Hongrie, les Conseils d'Augsbourg se prononcent, en présence de Niekisch et des anarchistes Erich Mühsam et Gustav Landauer, en faveur d'une « République des conseils ». Dans la nuit du 6 au 7, cette revendication est reprise par le conseil central de Munich : une proclamation, signée par Ernst Niekisch, annonce l'avènement de la république des conseils de Bavière, la dissolution du Landtag et la déchéance du gouvernement Hoffmann. Ernst Toller, un poète et dramaturge âgé de 25 ans, devient le chef du nouveau gouvernement révolutionnaire, qui n'est initialement pas reconnu par le KPD. Un télégramme est envoyé à Lénine pour l'informer de l'union du prolétariat de Bavière. En quelques jours, le régime des conseils, dont les membres ne sont nullement préparés à gouverner, se décrédibilise par une série de mesures et de proclamations aberrantes : les délinquants de droit commun sont libérés de prison, l'économie de Munich est désorganisée par la fermeture des petits commerces, et le ministère des affaires étrangères est confié à Franz Lipp, qui se révèle être un déséquilibré.
Hoffmann, réfugié à Bamberg, refuse de s'incliner : le 13 avril, une troupe improvisée de volontaires formée par le gouvernement Hoffmann tente de reprendre Munich, mais est repoussée par l'« Armée rouge » bavaroise aidée des communistes. Les combats font douze morts. Le soir même, des communistes allemands, menés par les militants Eugen Leviné et Max Levien, décrètent de leur propre initiative la fin du gouvernement « anarchiste » de Toller et prennent le pouvoir à Munich, inaugurant une seconde phase de la république des conseils de Bavière ; ils reçoivent ensuite les encouragements de Lénine. Le nouveau gouvernement annonce sa volonté de mettre en œuvre une véritable politique de « terreur rouge » inspirée de celle des bolcheviks, et prend des mesures pour constituer une véritable Armée rouge. Hoffmann, épouvanté par l'avènement d'un régime bolchevik en Bavière, engage les services de Corps francs du Wurtemberg — commandés par l'officier d'extrême droite Franz von Epp — que viennent épauler des troupes régulières. Anita Augspurg, Gertrud Baer, Lida Gustava Heymann et Hedwig Kämpfer tentent de négocier entre le gouvernement du parlement du Land de Bamberg et les dirigeants communistes du pays pour empêcher une guerre civile, malheureusement sans succès. Le 23 avril, l'assaut sur Munich commence, à l'incitation de Noske : les conseils d'ouvriers et de soldats de la ville, terrifiés par la situation, votent une motion de défiance contre le gouvernement de la République des conseils. Dans un contexte de panique et de vacance du pouvoir, une unité de l'armée rouge bavaroise exécute dix otages. Le 3 mai, la république des conseils de Bavière est définitivement écrasée, après des combats ayant fait 606 morts.

## Conséquences

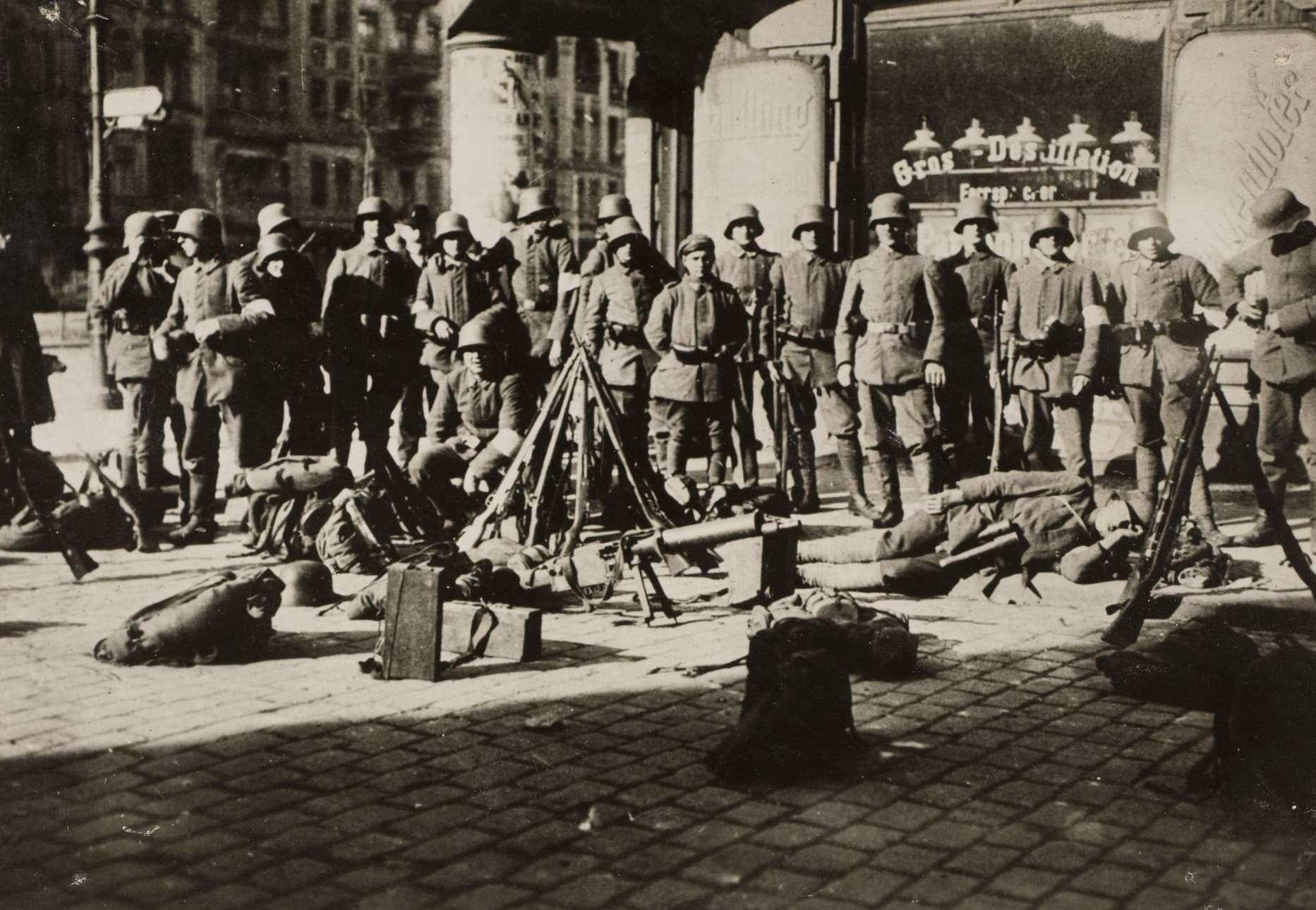
À Düsseldorf, les soldats chargés de maintenir l'ordre ont braqué des mitrailleuses.

L'écrasement de la république des conseils de Bavière met fin à la deuxième phase de la révolution allemande, le pays devant cependant affronter les conséquences draconiennes du traité de Versailles. Philipp Scheidemann, partisan du rejet du texte, démissionne, laissant la place à Gustav Bauer. Le « diktat de Versailles » provoque une vague d'indignation dans la population, qui ignore souvent les véritables circonstances de la défaite de l'Allemagne. Le 31 juillet, la nouvelle Constitution du Reich allemand, dite « constitution de Weimar » (du nom de la ville où siège alors l'Assemblée) est adoptée, valant au nouveau régime le surnom de « république de Weimar ». La constitution apparaît comme une œuvre de compromis, qui laisse en suspens de nombreux problèmes fondamentaux. Pour ce qui est des forces politiques, la gauche allemande sort de la période révolutionnaire irrémédiablement divisée, à la suite de l'écrasement sanglant des insurrections communistes. Les sociaux-démocrates se sont, dans le but de sauver la démocratie parlementaire allemande, alliés aux forces conservatrices et nationalistes ; la répression des soulèvements, destinée à éviter en Allemagne la reproduction de la révolution bolchevique et de la terreur rouge russe, a elle-même entraîné des campagnes de terreur et des exactions. Du fait notamment du sang versé, l'antagonisme entre révolutionnaires et réformistes est plus fort que jamais au sein de la gauche allemande,.
Le contexte de 1918-1919 marque profondément l'opinion nationaliste et contribue à former les idées des futurs militants nazis, dont beaucoup participent au sein des Corps francs à la répression sanglante des révolutionnaires. Les antisémites instrumentalisent le fait que des Juifs aient joué un rôle — néanmoins secondaire — dans la chute du régime impérial et que d'autres aient participé aux épisodes révolutionnaires qui ont suivi — tout particulièrement en Bavière —, contribuant à alimenter le mythe du « judéo-bolchevisme » et celui du « coup de poignard dans le dos » par lequel les Juifs et les marxistes auraient trahi la Nation allemande en 1918,. La Bavière devient, après les épisodes du gouvernement Eisner et de la République des conseils, puis de la répression qui décime les courants de gauche radicale, un important foyer d'agitation pour les groupes nationalistes radicaux et les militants antisémites : Adolf Hitler fait ses premières armes en politique dans ce contexte. La dénonciation du « crime de novembre » est par la suite l'un des thèmes récurrents de son discours. Durant les mois et les années qui suivent la révolution de 1918-1919, la république de Weimar, son économie ruinée par la guerre et le traité de paix et son opinion publique traumatisée par la défaite et par des humiliations comme l'occupation de la Rhénanie, continue d'être marquée par l'instabilité politique et économique. Plusieurs nouvelles tentatives de coups de force, de droite comme de gauche, ont lieu au début des années 1920, comme le putsch de Kapp suivi du soulèvement de la Ruhr en 1920, l'« action de Mars » des communistes en 1921 et enfin - dans le contexte désastreux de l'occupation de la Ruhr et de l'hyperinflation - la tentative des communistes d'organiser un « octobre allemand » en 1923 puis, un mois plus tard, le putsch de la Brasserie d'Hitler et Ludendorff. Ce n'est qu'après la fin 1923 et les mesures de Stresemann pour redresser l'économie et mettre fin à l'hyperinflation, que l'Allemagne de Weimar connaît plusieurs années de relative stabilité jusqu'à la Grande Dépression de 1929.

## Annexe